# Heřman Tausik
Heřman Tausik, též Herman Taussig (19. března 1878 Smíchov – 10. února 1961) byl československý politik a meziválečný poslanec Národního shromáždění za Československou sociálně demokratickou stranu dělnickou, později za Komunistickou stranu Československa.

## Biografie
Narodil se 19. března 1878 na Smíchově (dnes část Prahy) jako syn řezníka, který se hlásil k židovské náboženské obci, do matriky byl zapsán jako Herrmann Taussig. Vychodil dvě třídy reálného gymnázia a poté se vyučil obchodním příručím. V mládí se hlásil k židovskému vyznání, avšak později se stal ateistou a začal užívat počeštěnou formu svého jména Heřman Tausik, změna jména mu byla úředně povolena roku 1932.
Již od mládí se angažoval v radikální sociálně demokratické politice, což ho opakovaně přivedlo do konfliktu s rakousko-uherskými a následně i československými zákony. Od roku 1905 působil jako obchodní cestující a inzerent deníku Právo lidu.
Přátelil se s lidmi z okruhu pražské bohémy a byl spoluzakladatelem Haškovy Strany mírného pokroku v mezích zákona. Za první světové války bojoval na východní frontě a v roce 1920 se zúčastnil II. kongresu Komunistické internacionály v Moskvě.
V letech 1919–1921 působil jako jeden z předních organizátorů sociálnědemokratické levice na Slovensku a Podkarpatské Rusi. V parlamentních volbách v roce 1920 získal mandát v Národním shromáždění za sociální demokraty, kde zastával krajně levicové postoje. Ač zvolen za slovenský volební kraj,[zdroj?] parlamentní projevy přednášel česky. V průběhu volebního období, v roce 1921 se stal jedním ze zakladatelů Komunistické strany Československa a působil ve vrcholných orgánech strany. 
Mandát obhájil v parlamentních volbách v roce 1925, když na volebním lístku uváděl, že je profesí obchodní zaměstnanec v Košicích.Volební soud mu ale odepřel potvrdit mandát, jelikož jej Nejvyšší soud v Brně odsoudil k ročnímu žaláři, a místo něj tak jako náhradník nastoupil poslanec Michal Kubicsko.
Postupně ale se se svou stranou rozcházel, kdy na konci roku 1926 po svém propuštění z vězení byl na dva roky suspendován ze všech funkcí v KSČ, jelikož ve vězení podepsal žádost prezidentovi o abolici. Pravým důvodem spíše ale mělo být dle agrárnického Venkova to, že jako předseda kontrolní komise odhalil několik defraudantů stranických peněz a KSČ poté dostávala z Moskvy výrazně méně prostředků na svou činnost.
Od roku 1927 pracoval jako administrativní ředitel nakladatelství Melantrich, které vydávalo národněsocialistický list České slovo. Začátkem 30. let se stal členem zednářské lóže Most, v níž byl aktivní až do jejího rozpuštění v roce 1951.
Za nacistické okupace byl v prosinci 1941 zatčen a poté vězněn, mimo jiné v koncentračním táboře Buchenwald a v Dachau.
V roce 1946 napsal spis Kdo je Dr. Bohumír Šmeral. Využil zde osobní znalost této zakladatelské postavy českého komunistického hnutí. Spis nebyl vydán na příkaz tehdejšího komunistického politika Václava Kopeckého. Poté byl odvolán ze stranického aparátu. Od roku 1949 byl sledován Státní bezpečností a v roce 1950 vyloučen z KSČ.
V říjnu 1952 byl zatčen a poté souzen v politickém procesu se členy pražské zednářské lóže. V roce 1954 byl odsouzen ke čtyřem letům odnětí svobody, vězněn byl v Ruzyni a na Pankráci. Část výkonu trestu mu byla prominuta amnestií prezidenta republiky a v září 1954 byl propuštěn. Po propuštění byl sledován StB pro podezření z tzv. trockistické činnosti, když otevřeně kritizoval československý komunistický režim a hlásil se k myšlenkám Čtvrté internacionály.
Oženil se s Annou Miniberkovou, se kterou měl v letech 1904, 1906 a 1913 čtyři děti.